# Imaginaerum
Imaginaerum è il settimo album in studio del gruppo musicale finlandese Nightwish, pubblicato il 30 novembre 2011 (il 6 dicembre in Italia).
Parallelamente all'album la band finlandese ha realizzato un film omonimo, diretto da Stobe Harju, che in precedenza aveva già diretto il loro video musicale di The Islander. Imaginaerum è l'ultimo album in cui è presente Anette Olzon. Il titolo originale dell'album avrebbe dovuto essere Imaginarium, ma il 31 agosto 2011 i Nightwish hanno annunciato sul loro sito ufficiale la decisione di cambiarlo in Imaginaerum.
Le orchestrazioni, arrangiamenti e direzioni di cori e orchestre sono a cura di Pip Williams.

## Tracce
Edizione standard
Testi e musiche di Tuomas Holopainen, eccetto dove indicato.
1. Taikatalvi – 2:35
2. Storytime – 5:22
3. Ghost River – 5:28
4. Slow, Love, Slow – 5:50
5. I Want My Tears Back – 5:07
6. Scaretale – 7:32
7. Arabesque (strumentale) – 2:57
8. Turn Loose The Mermaids – 4:20
9. Rest Calm – 7:02
10. The Crow, the Owl and the Dove – 4:10 (musica: Marco Hietala)
11. Last Ride of the Day – 4:32
12. Song of Myself – 13:37
13. Imaginaerum (strumentale) – 6:18 (musica: Tuomas Holopainen, Pip Williams)

Exclusive Digital EP
1. Rest Calm (demo)

## Pianificazione iniziale
Nell'edizione di giugno 2009 della rivista finlandese Soundi, il compositore e tastierista Tuomas Holopainen annunciò di aver iniziato a lavorare sul nuovo album dei Nightwish. A ottobre dello stesso anno, circolavano già numerose voci riguardanti il nuovo album, secondo le quali il titolo sarebbe stato Wind Embraced. Ciò nonostante tali voci furono smentite dalla cantante Anette Olzon, la quale affermò inoltre che le canzoni del nuovo album non erano ancora state completate, con l'eccezione di tre brani che erano stati scritti prima di maggio 2009.
Troy Donockley, suonatore di "uilleann pipes" che aveva già collaborato con il gruppo per l'album Dark Passion Play, in un'intervista ha dichiarato a proposito del suo coinvolgimento nel nuovo album: «Oh sì, suonerò nel prossimo album e da quello che Tuomas mi ha detto, sarà qualcosa di straordinario...»
Il primo febbraio 2010, Olzon ha scritto sul suo blog che Tuomas aveva già completato la scrittura di nove delle canzoni per il nuovo album, dichiarando inoltre che avrebbero preparato una demo nel corso dell'estate ma che i fan non si sarebbero dovuti aspettare nulla prima del 2011. Attraverso Nightmail, ad aprile 2010, Holopainen ha rivelato di aver finito di scrivere le canzoni, e il 2 giugno è stato annunciato il completamento della demo di pre-produzione.

## Imaginaerum World Tour
La pubblicazione di Imaginaerum sarà seguita da un tour mondiale e partirà da Los Angeles il 21 gennaio 2012. Nel tour verranno supportati dai gruppi Poisonblack, Battle Beast ed Eklipse.

## Formazione
- Anette Olzon – voce femminile
- Emppu Vuorinen – chitarre
- Tuomas Holopainen – pianoforte, tastiere
- Marco Hietala – basso, voce maschile
- Jukka Nevalainen – batteria, percussioni

### Altri musicisti
- Troy Donockley – bodhrán, bouzouki; uillean pipes in I Want My Tears Back e Imaginaerum; tin whistle in Taikatalvi, Turn Loose the Mermaids e The Crow, the Owl and the Dove; voce maschile in The Crow, the Owl and the Dove e Song of Myself[6]
- Dermot Crehan – fiddle
- Dirk Campbell – sorna
- Guy Barker – tromba
- Paul Clarvis – percussioni
- Stephen Henderson – percussioni
- Pekka Kuusisto – violino
- Metro Voices & The Young Musicians London – coro
- London Philharmonic Orchestra